# Jennifer Finnigan
Pour l’article homonyme, voir Finnigan.
Jennifer Christina Finnigan est une actrice anglo-québécoise née le 22 août 1979 à Montréal.

## Biographie
Jennifer Finnigan est née le 22 août 1979 à Montréal, au Québec. Ses parents sont Jack Finnigan, un ancien animateur radio et Diane Rioux Finnigan.
Elle a étudié à L'École Sacré-Cœur de Montréal, dont elle sort diplômée en 1996.
Elle parle couramment français

### Vie privée
Elle a rencontré l'acteur Jonathan Silverman, le 4 juillet 2004. Ils se fiancent six mois plus tard. Ils se sont mariés le 7 juin 2007 sur l'île de Mykonos en Grèce. L'actrice a annoncé attendre leur premier enfant pour septembre 2017. Elle a accouché le 29 septembre 2017 d'une fille prénommée Ella Jack.

## Carrière
Elle a remporté trois années de suite (2002, 2003, 2004) les Daytime Emmy Awards de la meilleure jeune actrice pour son rôle de Bridget dans le feuilleton télévisé Amour, Gloire et Beauté (Top Models).
Elle a joué dans la série Close to home de 2005 à 2007 en interprétant une substitut du procureur.
En 2014, elle co-réalise et joue dans son premier film avec son mari Jonathan Silverman : The Opposite Sex avec Geoff Stults, Mena Suvari et Eric Roberts.
En 2017, elle tourne aux côtés de son mari Jonathan Silverman dans Andover

## Filmographie

### Cinéma

#### Longs métrages
- 2006 : Nice Guys de Joe Eckardt : Morgan
- 2008 : The Coverup de Brian Jun : Nancy Pepper
- 2011 : Conception de Josh Stolberg : Laurie
- 2014 : The Opposite Sex de Jonathan Silverman et elle-même : Stephanie
- 2017 : Andover de Scott Perlman : Dawn Slope

#### Courts métrages
- 2010 : Commited d'Aisha Tyler : Une amie
- 2011 : Cookie d'Enuka Okuma : Cookie
- 2020 : Prom d'Angela Harvey : Jill

### Télévision

#### Séries télévisées
- 1998 : The Mystery Files Of Shelby Woo : Christie Sayers
- 1998 : My Hometown : Sylvia
- 1999 : Le Loup-garou du campus (Big Wolf on Campus) : Vesper
- 1999 - 2000 : Student Bodies : Kim McCloud
- 2000 : Nikita : Dory
- 2000 : Fais-moi peur ! (Are You Afraid of the Dark ?) : Tara Martin
- 2000 - 2004 : Amour, Gloire et Beauté (Top Models) : Bridget Forrester
- 2001 : Largo Winch : Tamara Ross
- 2004 : Preuve à l'appui (Crossing Jordan) : Dr Devan Maguire[1]
- 2005 : Marni et Nate (Committed) : Marni Fliss
- 2005 - 2007 : Close to Home : Juste Cause (Close to Home) : Annabelle Chase
- 2005 / 2007 : Dead Zone : Alex Sinclair
- 2010 - 2011 : Better with You : Maddie Putney[1]
- 2011 : Psych : Enquêteur malgré lui (Psych) : Barbie
- 2013 : Monday Mornings : Tina Ridgeway
- 2014 : Wild Card : Eliza Evans
- 2014 - 2016 : Tyrant : Molly Al Fayeed
- 2017 - 2018 : Salvation : Grace Barrows
- 2021 - 2022 : Moonshine : Lidia Bennett

#### Téléfilms
- 2000 : Rivals de Norma Bailey : Laurie Show
- 2008 : Seule face à l'injustice (Playing for Keeps) de Gary Harvey : Nicole Alpern
- 2009 : Inside the Box de Mark Tinker : Lauren Thomas
- 2010 : Le Mariage de ma meilleure amie (Shadow Island Mysteries : Wedding for One) de Gary Yates : Claire Le Foret
- 2010 : La Dernière Énigme (The Last Christmas) de Gary Yates : Claire La Foret
- 2013 : Trafic de bébés (Baby Sellers) de Nick Willing : Détective Nic Morrison
- 2015 : L'ange de Noël (Angel of Christmas) de Ron Oliver : Susan Nicholas
- 2017 : Juste une promenade (Walking the Dog) de Gary Harvey : Kristie Simmons
- 2018 : Destination Noël (Welcome to Christmas) de Gary Harvey : Madison Lane

## Voix francophones
En France, Jennifer Finnigan est régulièrement doublée par Dorothée Pousséo et Hélène Bizot.